# Очень плохие мамочки 2
«Очень плохие мамочки 2» (англ. A Bad Moms Christmas) — американский рождественский комедийный фильм режиссёров Джона Лукаса и Скотта Мура. Является продолжением фильма «Очень плохие мамочки», собравшего в США более 110 млн долларов и ставшего одной из самых кассовых комедий 2016 года. Главные роли вновь исполнили Мила Кунис, Кристен Белл и Кэтрин Хан, также в фильме приняли участие Кристин Барански, Шерил Хайнс и Сьюзан Сарандон, сыгравшие матерей героинь.
Премьера в США состоялась 1 ноября 2017 года, в России — 7 декабря 2017 года.

## Сюжет
Подготовка к Рождеству не предвещала для Эми, Кики и Карлы ничего неожиданного, пока к ним не нагрянули без предупреждения их матери Рут, Сэнди и Айсис. Героини не очень рады такому повороту событий, ведь тогда они вынуждены выслушивать их нравоучения. Но они не ожидали, что их матери готовы пойти на всё что угодно, чтобы внести свои коррективы и встречать праздник по-своему.

## В ролях
- Мила Кунис — Эми Митчелл
- Кристен Белл — Кики
- Кэтрин Хан — Карла Дунклер
- Кристин Барански — Рут
- Шерил Хайнс — Сэнди
- Сьюзан Сарандон — Айсис
- Джей Эрнандес — Джесси Харкнесс
- Джастин Хартли — Тай Свиндл
- Питер Галлахер — Хэнк
- Уна Лоуренс — Джейн Митчелл
- Эмджей Энтони — Дилан Митчелл
- Дэвид Уолтон — Майк Митчелл
- Ванда Сайкс — Доктор Элизабет Карл
- Кристина Эпплгейт — Гвендолин Джеймс
- Кенни Джи — играет самого себя

## Русский дубляж
- Фильм дублирован студией «СинеЛаб СаундМикс» в 2017 году. Режиссёр дубляжа — Александр Новиков.

Роли дублировали:
| Актёр дубляжа       | Роль                 |
| ------------------- | -------------------- |
| Ирина Киреева       | Эми Митчелл          |
| Василиса Воронина   | Кики                 |
| Инна Королёва       | Карла Дунклер        |
| Ольга Зубкова       | Рут                  |
| Ольга Сирина        | Сэнди                |
| Елена Соловьёва     | Айсис                |
| Дмитрий Поляновский | Джесси Харкнесс      |
| Олег Новиков        | Тай Свиндл           |
| Валерий Сторожик    | Хэнк                 |
| Анна Драгилева      | Джейн Митчелл        |
| Арсений Куликов     | Дилан Митчелл        |
| Людмила Ильина      | Доктор Элизабет Карл |
| Елена Шульман       | Гвендолин Джеймс     |

## Производство
В декабре 2016 года стало известно, что фильм выйдет 3 ноября 2017 года. К ролям снова вернутся Мила Кунис, Кэтрин Хан и Кристен Белл. В апреле 2017 года к фильму присоединился Джастин Хартли, а в мае — Сьюзан Сарандон, Кристин Барански и Шерил Хайнс.
Шерил Хайнс Дэвид Уолтон, Ванда Сайкс и Джей Эрнандес повторят свои роли из первой части фильма.
Основные съёмки фильма начались в начале мая 2017 года в Атланте.

## Релиз
Премьера фильма состоялась в США 1 ноября 2017 года. 2 ноября фильм был впервые показан в Австралии и Новой Зеландии. В странах Европейского союза фильм вышел на экраны со 2 (Словения) по 10 (Финляндия) ноября. Выход комедии в России состоялся 7 декабря.

## Кассовые сборы
«Очень плохие мамочки 2» собрали в мировом прокате 130,6 млн долларов при бюджете в 28 млн долларов. Сборы в США и Канаде составили 72,1 млн долларов, в других странах — 58,4 млн долларов.
В Северной Америке фильм вышел в среду, и ожидалось, что за первые 5 дней он соберёт 25 млн долларов, в том числе 17 млн долларов за уик-энд. В первый день фильм собрал $2,5 млн, а за выходные — 16,8 млн долларов. Итоговые сборы в первые пять дней составили $21,3 млн, что несколько ниже ожиданий, но, тем не менее, это позволило комедии занять второе место после фильма «Тор: Рагнарёк». Во второй уик-энд сборы упали на 31,6 % (у первого фильма падение сборов было 41,2 %) и составили 11,5 млн долларов.

## Критика
Фильм получил в основном отрицательные отзывы кинокритиков. На Rotten Tomatoes его оценка составила 29 % на основе 107 отзывов со средним рейтингом 4,5 из 10.
На Metacritic фильм получил 42 балла из 100 на основе 30 рецензий. Аудитория, опрошенная сайтом CinemaScore, дала картине в среднем оценку B по шкале от A+ до F, по сравнению с первым фильмом, получившим оценку А.
Пит Хэммонд, кинокритик Deadline.com, дал комедии позитивный отклик, назвав её «фильмом для хорошего времяпрепровождения», и написал: «…моментами выходит за грань, но должен признаться, я смеялся — много — и, очевидно, в этом вся суть. „Очень плохие мамочки 2“ — это идеальное лекарство, которое поднимет вам настроение и поможет забыть о проблемах в наши тёмные времена».